# ウイルスチェイサー
ウイルスチェイサー（英: Virus Chaser） とは、ウイルス検索エンジンDr.Webを基盤技術として用いたWindows用のアンチウイルスソフトで、韓国企業のニュー テクノロジー ウェイブによって開発が行われている。
なおDr.Webはロシア科学者イゴール・ダニーロフ( Igor Daniloff )によって著作製作されたウイルス検索エンジンであり、ウイルスチェイサーの知的財産権は Igor Daniloff に帰属する。

## 試用版
ウイルスチェイサー体験版は1ヶ月間に全ての機能を試用することが可能である。

## ユーザサポート
最短25分間隔でウイルス定義ファイルの更新を行っている。
1日に数回ほどウイルス定義ファイルの更新が行われることもあり、1回毎の更新における通信量は十数キロバイトから数十キロバイトほどと比較的に小さい。
日本での販売とサポートは、株式会社インテリジェント ウェイブが行っている。しかし、64-bit版OSへの対応の遅れや日本での利用者減少から、2012年4月30日をもって販売を終了、2013年4月30日にサポートも終了することが同社より発表された。
かつては、日本国内で発売されているウイルスチェイサーには、東京海上日動ウイルス保険付きで販売されていた。しかし、利用者の減少にともない、2011年6月末をもってウイルス保険サービスは終了している。

## 監視機能
ファイルがディスクに作成される際、ウイルス感染の有無について監査を行う。
また、スパイウェア、アドウェアの対策にも対応している。
受信メール・スキャン機能は、メール受信に用いるTCPポートをフックしてMIME構造を検査できるので、特定のメーラに依存しない上に設定も容易である。

## 動作環境
バージョン5.0aまでの動作環境は、Pentium 133MHz以上のプロセッサ、Windows 98以降のPC用OSで動作可能とされていた。比較的に計算能力の低い環境でも動作可能である。
バージョン8.0では、Pentium300MHz 以上の以上のプロセッサ、Windows 2000 Service Pack 3 以降のPC用OSで動作可能とされる。
但し何れの場合も64bit版のWindowsを除く。